# Frankreichs mythische Orte
Frankreichs mythische Orte ist eine 40-teilige, 26-minütige Doku-Reihe über zahlreiche historische Dörfer Frankreichs, die in landschaftlich reizvollen Gebieten liegen und auch wichtig für die Kulturgeschichte des Landes sind.
Die einzelnen Episoden werden von Emmanuel Laborde moderiert, der das jeweils porträtierte Dorf besucht und dort im Plauderton mit einigen Bewohnern über die Ortschaft redet. Gesprächspartner sind üblicherweise Mitarbeiter lokaler Tourismusbehörden, Fremdenführer und Historiker sowie als repräsentative Einheimische präsentierte Bewohner, etwa Vertreter eines ortstypischen Gewerbes oder beim Vorhandensein berühmter Klöster und Kirchen ein Geistlicher oder eine Nonne. Die Synchronisation dieser Gespräche in der deutschen Fassung erfolgt in der Voice-over-Technik. Ein weiteres charakteristisches Stilmittel der Sendung ist der Einsatz einer Drohne bzw. eines ferngesteuerten Modellhubschraubers für Filmaufnahmen.

## Episodenliste
| Episode | Ort                      | Region (Frankreich)        | Département          |
| ------- | ------------------------ | -------------------------- | -------------------- |
| 1       | Locronan                 | Bretagne                   | Finistère            |
| 2       | Rocamadour               | Midi-Pyrénées              | Lot                  |
| 3       | Barfleur                 | Basse-Normandie            | Manche               |
| 4       | Montrésor                | Centre                     | Indre-et-Loire       |
| 5       | Conques                  | Midi-Pyrénées              | Aveyron              |
| 6       | Paimpont                 | Bretagne                   | Ille-et-Vilaine      |
| 7       | Saint-Guilhem-le-Désert  | Languedoc-Roussillon       | Hérault              |
| 8       | Talmont-sur-Gironde      | Poitou-Charentes           | Charente-Maritime    |
| 9       | Lyons-la-Forêt           | Haute-Normandie            | Eure                 |
| 10      | Cordes-sur-Ciel          | Midi-Pyrénées              | Tarn                 |
| 11      | Caunes-Minervois         | Languedoc-Roussillon       | Aude                 |
| 12      | Bonneval-sur-Arc         | Rhône-Alpes                | Savoie               |
| 13      | Flavigny-sur-Ozerain     | Burgund                    | Côte-d’Or            |
| 14      | La Couvertoirade         | Midi-Pyrénées              | Aveyron              |
| 15      | Noyers-sur-Serein        | Burgund                    | Yonne                |
| 16      | Saint-Jean-Pied-de-Port  | Aquitanien                 | Pyrénées-Atlantiques |
| 17      | Besse                    | Auvergne                   | Puy-de-Dôme          |
| 18      | Montsoreau               | Pays de la Loire           | Maine-et-Loire       |
| 19      | Kaysersberg              | Elsass                     | Haut-Rhin            |
| 20      | Brouage                  | Poitou-Charentes           | Charente-Maritime    |
| 21      | Saint-Antoine-l’Abbaye   | Rhône-Alpes                | Isère                |
| 22      | Sixt-Fer-à-Cheval        | Rhône-Alpes                | Haute-Savoie         |
| 23      | Gordes                   | Provence-Alpes-Côte d’Azur | Vaucluse             |
| 24      | Plombières-les-Bains     | Lothringen                 | Vosges               |
| 25      | Piana                    | Korsika                    | Corse-du-Sud         |
| 26      | Neuf-Brisach             | Elsass                     | Haut-Rhin            |
| 27      | La Grave                 | Provence-Alpes-Côte d’Azur | Hautes-Alpes         |
| 28      | Collonges-la-Rouge       | Limousin                   | Corrèze              |
| 29      | Sainte-Croix-en-Jarez    | Rhône-Alpes                | Loire                |
| 30      | Villefranche-de-Conflent | Languedoc-Roussillon       | Pyrénées-Orientales  |
| 31      | Le Poët-Laval            | Rhône-Alpes                | Drôme                |
| 32      | Yvoire                   | Rhône-Alpes                | Haute-Savoie         |
| 33      | Pesmes                   | Franche-Comté              | Haute-Saône          |
| 34      | Saint-Riquier            | Picardie                   | Somme                |
| 35      | Bonifacio                | Korsika                    | Corse-du-Sud         |
| 36      | Coaraze                  | Provence-Alpes-Côte d’Azur | Alpes-Maritimes      |
| 37      | Domme                    | Aquitanien                 | Dordogne             |
| 38      | Sainte-Agnès             | Provence-Alpes-Côte d’Azur | Alpes-Maritimes      |
| 39      | Brantôme                 | Aquitanien                 | Dordogne             |
| 40      | Vézelay                  | Burgund                    | Yonne                |